# 普羅岑基 (津科夫區)
50°11′5″N 34°27′22″E / 50.18472°N 34.45611°E
普羅岑基（烏克蘭語：Проценки），是烏克蘭中部的村莊，隸屬波爾塔瓦州的波爾塔瓦區。該村處於格倫河畔，距離斯圖普基0.5公里，面積3.37平方公里，海拔高度114米，2001年人口545。